# Hinche
Hinche, in creolo haitiano Ench, è un comune di Haiti, capoluogo dell'arrondissement omonimo e del dipartimento del Centro.